# Hanns Kleinertz
Hanns Kleinertz (* 25. November 1905 in Brühl (Rheinland); † 8. Dezember 1989 in Brühl (Rheinland)) war ein deutscher Komponist, Dirigent, Kapellmeister, Musikdirektor und Musikpädagoge.
Hanns Kleinertz studierte an der Musikhochschule Köln bei Philipp Jarnach, Hermann Abendroth, August von Othegraven und Walter Braunfels.
1938 wurde er von Paul Hindemith als Leiter und Neuorganisator der türkischen Volksmusik berufen. Hanns Kleinertz war auch als Volksliedforscher tätig.
Nach dem Zweiten Weltkrieg war er Begründer der Bonner Oper (damals im alten Bürgerhaus) und verantwortlich für viele Operninszenierungen mit internationalen Musikern.
1954 wurden die Brühler Schlosskonzerte durch das Collegium Musicum Brühl von Hanns Kleinertz wieder aufgenommen.
Hanns Kleinertz komponierte Orchesterwerke, Kammermusik, Kantaten, Sololieder, Chöre und zahlreiche Volksliedbearbeitungen.
Hanns Kleinertz war Sohn des Kaufmanns Christian Kleinertz, der in Köln am Eigelstein (Unter Krahnenbäumen) und in Köln-Nippes zwischen 1900 und dem Zweiten Weltkrieg Butter- und Eiergroßhandlungen betrieb.